# مغناطیس

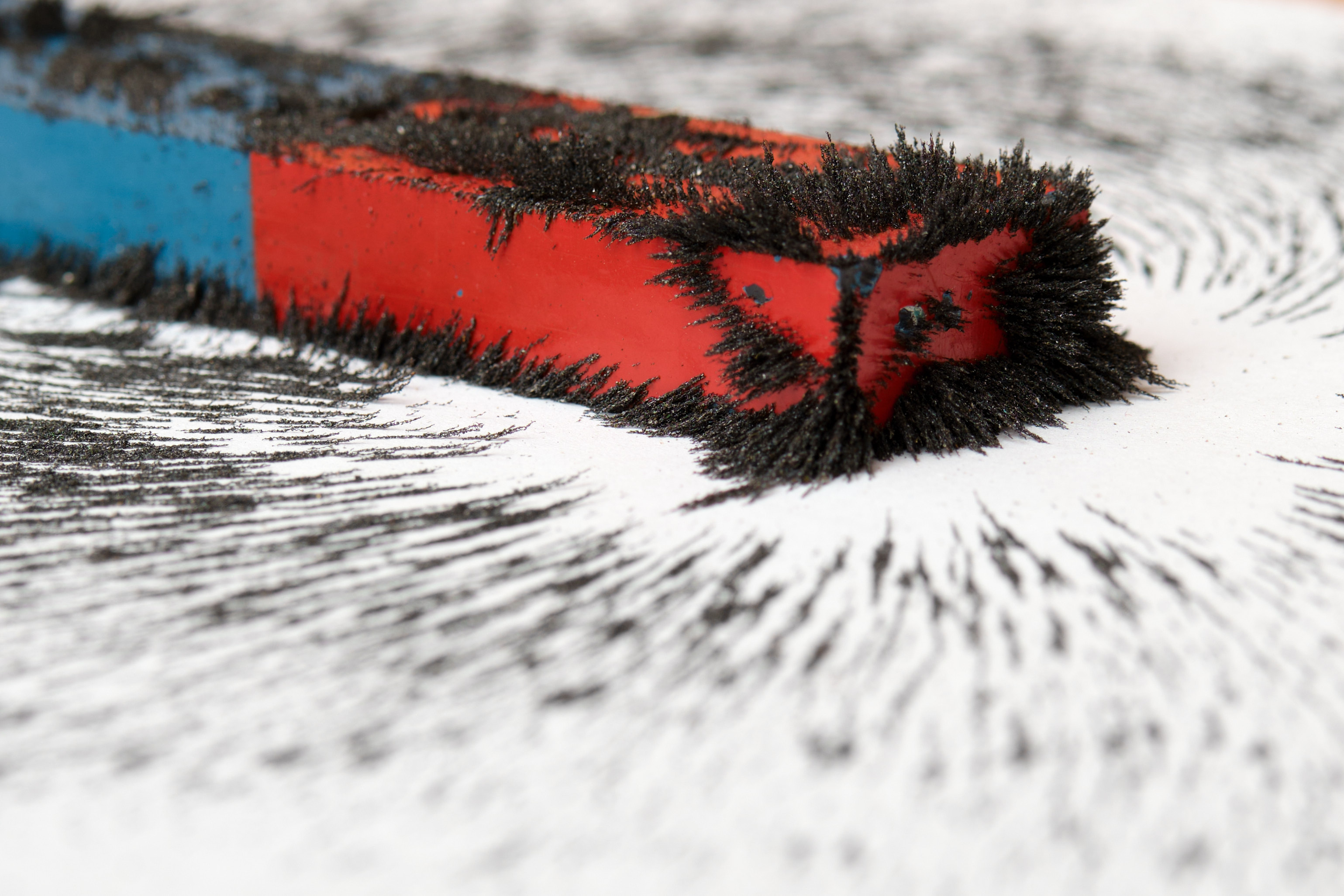
یک آهنربا که تکه‌هایی از براده آهن را جذب کرده‌است و اطراف آهنربا براده‌ها به شکلی خاص قرار گرفته‌اند که به آنها خطوط میدان مغناطیسی می‌گویند.

مغناطیس واژه‌ای است که برای نشان دادن پاسخ میکروسکوپی ماده به میدان مغناطیسی به‌کار برده می‌شود، و فاز مغناطیسی ماده را نسبت به این پاسخ دسته‌بندی می‌کند. شناخته‌شده‌ترین فاز مغناطیس، فرومغناطیس است که در آن ماده میدان پایدار مغناطیسی را در خود ایجاد می‌کند. نیکل، کروم، آهن، گادولینیوم و آلیاژهایشان از این دسته هستند. البته همهٔ مواد پاسخی در برابر میدان مغناطیسی از خود نشان می‌دهند؛ برخی مانند پارامغناطیس جذب میدان می‌شوند و برخی دیگر مانند دیامغناطیس از میدان رانده می‌شوند، برخی دیگر هم رفتارهای پیچیده‌تری دارند. اثر میدان بر برخی مواد قابل چشم‌پوشی است که آن‌ها را نامغناطیس می‌نامند. آلومینیوم، مس، آب و گاز‌ها از این دسته‌اند. یک ماده می‌تواند چندین حالت مغناطیسی را دارا باشد زیرا دما، فشار و شدت میدان بر حالت مغناطیسی مواد تأثیرگذار است.
فرومغناطیس‌ها به دو دسته سخت و نرم تقسیم می‌شوند:
[فرومغناطیس‌های نرم]: موادِ مغناطیسی هستند که با قرار گرفتن در میدان مغناطیسی به سرعت آهن‌ربا شده و در کنار آن نیز این خاصیت را به‌سرعت از دست می‌دهند.
[فرومغناطیس‌های سخت]:موادِ مغناطیسی هستند که با قرار گرفتن در میدان مغناطیسی دیر آهن‌ربا شده و در کنار آن دیر هم این خاصیت را از دست می‌دهند.

## پیشینه
نوشتار اصلی پیشینهٔ مغناطیس
ارسطو و طالس را می‌توان از نخستین کسانی دانست که دربارهٔ مغناطیس گفت‌وگو داشته‌اند. البته در همین زمان (۶۰۰ سال قبل از میلاد مسیح) پزشکی هندی آهن‌ربا را در جراحی به‌کار می‌برده‌است.
در نوشته‌ای در سده چهارم پیش از میلاد در چین از نوعی سنگ آهن‌ربا صحبت شده‌است. همچنین در نوشته‌های چینی بین سال‌های ۲۰ تا ۱۰۰ پس از میلاد نیز آمده که این‌گونه سنگ سوزن را می‌رباید. شن‌کوا دانشمند برجستهٔ چینی (۴۱۰ تا ۴۷۴ خورشیدی) نخستین کسی بود که به ویژگی جهت‌دار بودن میدان در سوی شمال حقیقی/موقت در ستاره‌شناسی پی برد و قطب‌نما را ساخت.
الکساندر نکام دانشمند انگلیسی نخستین اروپایی بود که در سال ۵۶۶ خورشیدی (۱۱۸۷ میلادی) به شرح مغناطیس پرداخت. در ۶۴۸ خورشیدی (۱۲۶۹ میلادی) پیر پلرین دمریکورت نخستین مقاله در شرح ویژگی‌های آهن‌ربا را نوشت. اشرف دانشمند یمنی ۱۳ سال پس از آن به بررسی ویژگی‌های آهن‌ربا و قطب‌نما پرداخت.
در ۹۷۹ خورشیدی (۱۶۰۰ م) ویلیام گیلبرت نمونه‌ای از کره زمین به نام ترلا ساخت و با آن اثبات کرد که زمین خود سرچشمه نیروی مغناطیس می‌باشد (پیش ازین باور بر این بود که سرچشمه نیروی مغناطیسی ستاره قطبی است).
رابطهٔ الکتریسیته و مغناطیس بوسیلهٔ اورستد دانمارکی در سال ۱۱۹۸ خورشیدی با دیدن انحراف قطب‌نما در نزدیکی جریان به‌طور اتفاقی اثبات شد. آمپر، فارادی و گاوس این موضوع را پیگیری کردند. ماکسول با معادلات خود رابطه بین مغناطیس الکتریسیته اپتیک را در قالب الکترومغناطیس ارائه داد. انیشتن قانون نسبیت خاص را در دستگاه مرجع لخت پیشنهاد داد.
الکترومغناطیس همچنان در کنار نظریه‌هایی مانند الکترودینامیک کوانتومی، مدل استاندارد (ذرات بنیادی) به پیشرفتش ادامه می‌دهد.

## سرچشمه
همچنین ببینید: ممان مغناطیسی
در مقیاس کلان رابطه بین ممان زاویه‌ای و مغناطیس به وسیلهٔ اثر انیشتن-دهاس (چرخش با مغناطیسی کردن) و اثر بارنت (مغناطیسی شدن با چرخش) بیان می‌شود.
در مقیاس خرد این رابطه با نسبت ژیرومغناطیس (نسبت ممان مغناطیسی به ممان زاویه‌ای) بیان می‌شود.
مغناطیس دارای دو سرچشمه است:
{{{1}}} بسیاری از ذرات ممان‌های مغناطیسی ذاتی (اسپین) دارند (همان‌طور که هر ذره‌ای جرم و بار دارد، ممان مغناطیسی هم دارد که می‌تواند صفر باشد)
در مواد مغناطیسی سرچشمهٔ مغناطیس چرخش اربیتالی زاویه‌ای الکترون به دور هسته و همچنین ممان ذاتی خود الکترون است (ببینید: ممان دوقطبی مغناطیسی الکترون). سرچشمه‌های دیگری نیز وجود دارند که کم‌اهمیت‌ترند مانند ممان مغناطیسی هسته که هزار بار کم‌اثرتر از اثر الکترون است.
الکترون‌ها آرایشی دارند که ممان‌هایشان همدیگر را خنثی می‌کنند بدین‌گونه که ممان‌های با علامت مخالف باهم جفت می‌شوند (بر اساس اصل طرد پاولی. ببینید: پیکره‌بندی الکترون) یا زیرلایه‌های الکترونی پر می‌شوند. اگر پیکره‌بندی الکترون به گونه‌ای باشد که لایه‌های الکترونی پر نشوند یا الکترون جفت‌نشده وجود داشته باشد، جهت‌گیری اتفاقی الکترون باز هم اثر مغناطیسی را خنثی می‌کنند.
گرچه که گاهی (به‌طور ناگهانی یا با کاربرد میدان بیرونی) ممان‌ها همسو شده و میدان مغناطیسی پدیدار می‌گردد.
رفتار مغناطیسی ماده وابسته به ساختار ماده (بویژه پیکره‌بندی الکترون) و دما می‌باشد (در دمای بالاتر همسو شدن ممان‌ها سخت‌تر است).

## انواع مغناطیس

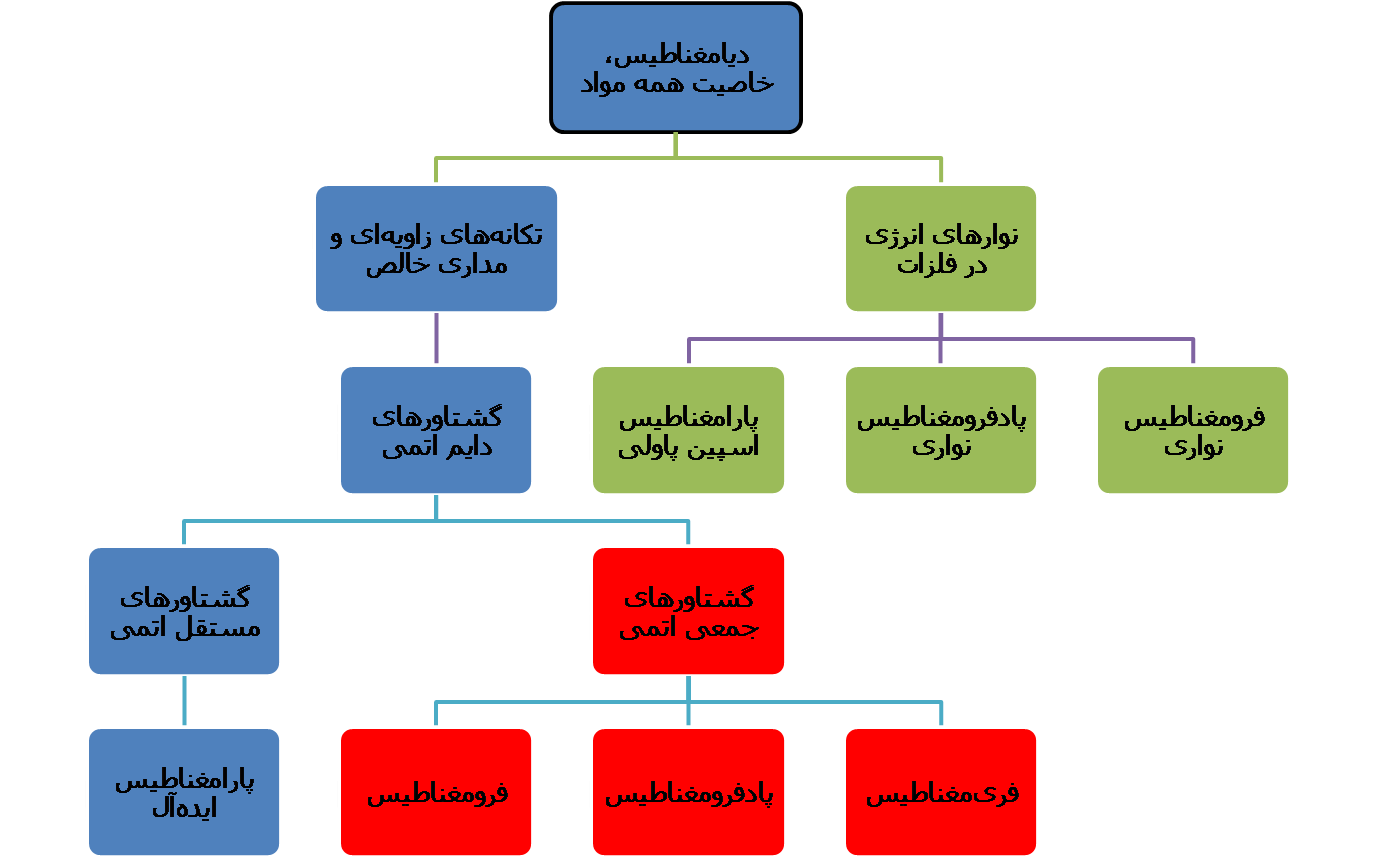
درختواره انواع مغناطش

### دیامغناطیس
نوشتار اصلی دیامغناطیس
دیامغناطیس ویژگی است که در آن، ماده رفتاری مغناطیسی منفی (اما کوچک) دارد. دیامغناطیس مخالفت ماده با میدان است و این رفتار در همه مواد هست اما تنها در دیامغناطیس‌های خالص دیده می‌شود زیرا در دیگر مواد ویژگی پارامغناطیس چیرگی دارد. چون در ماده دیامغناطیس الکترون جفت‌نشده نداریم، مغناطیس در اثر اوربیتالی پدیدار می‌گردد. بر پایه فیزیک کلاسیک:
هنگامی که ماده‌ای در میدان قرار می‌گیرد، نیروی لرنز بر رویشان اثر می‌گذارد (سوای نیروی جاذبه کولمب). بسته به سوی چرخش الکترون، نیروی لرنز می‌تواند با افزایش نیروی هسته گلبرگی (نیرویی که الکترون را به دور هسته می‌چرخاند) الکترون را از هسته دور یا با کاهش این نیرو الکترون را به هسته نزدیک سازد. این اثر ممان‌های مغناطیسی اوربیتال را اگر موازی میدان باشند کاهش و اگر ناموازی باشند افزایش می‌دهد (بر پایه قانون لنز). که این باعث ایجاد ممان‌های کوچک بر خلاف میدان می‌شود.

### پارامغناطیس
نوشتار اصلی: پارامغناطیس 
پارامغناطیس ویژگی است که در آن، ماده رفتاری مغناطیسی مثبت (اما کوچک) دارد. ماده پارامغناطیس دارای دقیقاً یک الکترون جفت‌نشده‌است و در نتیجه الکترون‌های جفت‌نشده (همانند کیلاتهای گادولینیوم) خود را با میدان همسو کرده و آن را تقویت می‌کنند.

### فرومغناطیس
نوشتار اصلی: فرومغناطیس 
ماده فرومغناطیس مانند پارامغناطیس دارای الکترون جفت‌نشده‌است. ممان‌های مغناطیسی این مواد تمایل به موازی شدن با همدیگر و با میدان دارند. از این رو هنگامی که میدان بیرونی برچیده شود ماده همچنان مغناطیسی می‌ماند.
هر ماده فرومغناطیسی دمای کوری Tc خود را دارد که در بالاتر از آن ویژگی فرومغناطیسی‌اش را به دلیل افزایش انرژی گرمایی و بی‌نظمی از دست می‌دهد.

#### حوزه‌های مغناطیسی

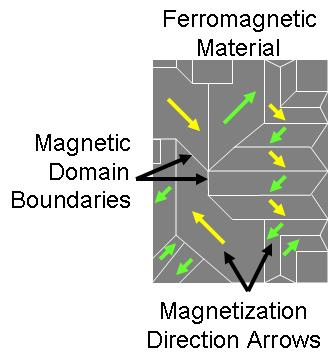
حوزه‌های مغناطیسی در یک ماده فرومغناطیس.

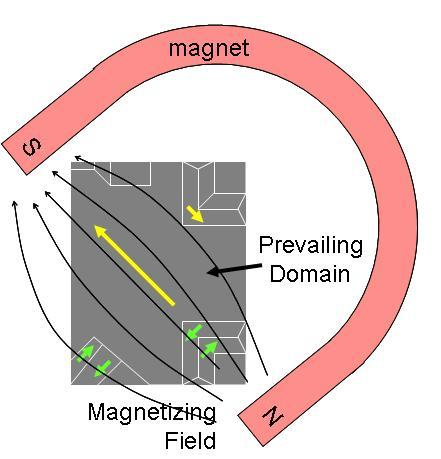
تاثیر آهنربا بر حوزه‌ها.

نوشتار اصلی: حوزه‌های مغناطیسی 

### پادفرومغناطیس

ساختار پادفرومغناتیس

در ماده پادفرومغناطیس بر خلاف فرومغناطیس، تمایل ممان‌های الکترون‌های ظرفیت بر این است که در خلاف جهت همدیگر باشند. ممان مغناطیسی خالص در این مواد صفر است (زیرا ممان‌ها همدیگر را خنثی می‌کنند). این مواد در دماهای کم وجود دارند و با افزایش دما می‌توانند رفتار فرومغناطیسی یا دیامغناطیسی از خود نشان دهند.

### فری‌مغناطیس
نوشتار اصلی فری‌مغناطیس

ساختار فری‌مغناتیس

همانند فرومغناطیس، ماده فری‌مغناطیس هم پس از مغناطیس شدن توانایی نگهداری آن را در نبود میدان دارد؛ و از سویی دیگر همانند پادفرومغناطیس اسپین جفت‌الکترن‌ها تمایل به جهت‌دار بودن برخلاف سوی همدیگر را دارند.
لویس نیل این باور را که مگنتایت (نخستین ماده مغناطیسی کشف شده) یک فرومغناطیس است را رد و آن را فری‌مغناطیس دانست.

## میدان و نیرو
نوشتار اصلی میدان مغناطیسی

## دوقطبی‌های مغناطیسی
نوشتار اصلی دوقطبی‌های مغناطیسی
یکی از سرچشمه‌های طبیعی مغناطیس دوقطبی مغناطیسی است که دو قطب شمال و جنوب دارد. پیشینه دوقطبی قطب‌نما است که با استفاده از میدان مغناطیسی زمین موقعیت شمال را در روی کره زمین نمایان می‌سازد. شمال و جنوب یک دوقطبی همدیگر را می‌ربایند و از این رو قطب مغناطیسی شمالگان (که در کانادا است) در اصل یک قطب جنوب از یک دوقطبی (زمین) است که قطب شمال آهن‌ربا را می‌رباید.
هر میدانی انرژی دارد و سیستم‌ها به سویی می‌روند که انرژی‌شان را بکاهد. هنگامی که به یک دیامغناطیس میدان اعمال می‌کنیم، دوقطبی خود را با میدان ناهمسو می‌کند تا استحکام میدان را بکاهد و هنگامی که به یک فرومغناطیس میدان اعمال می‌کنیم خود را همسو با میدان کرده تا حوزه‌هایش را گسترش دهد.

### تک‌قطبی
نوشتار اصلی تک‌قطبی مغناطیسی
در واقعیت چیزی به نام تک‌قطبی مغناطیسی وجود ندارد. هرگاه یک دوقطبی را به دو نیم کنیم باز هم هر تکه یک دوقطبی خواهد بود و شمال و جنوب در آن به وجود می‌آید. از این رو تک‌قطبی تنها در فیزیک تئوری وجود دارد. پاول دیراک نخستین کسی بود که تئوری وجود تک‌قطبی را با استفاده از تئوری کوانتوم بیان داشت.

## یکاهای الکترومغناطیس

### یکاهای SI درالکترومغناطیس
| نماد (SI)    | نام                                          | نام یکا           | یکا  | پایهٔ یکا                       |
| ------------ | -------------------------------------------- | ----------------- | ---- | ------------------------------ |
| I            | جریان الکتریکی                               | آمپر (SI)         | A    | A (= W/V = C/s)                |
| Q            | بار الکتریکی                                 | کولن              | C    | A•s                            |
| U, ΔV, Δφ; E | اختلاف پتانسیل; نیروی محرک الکتریکی          | ولت               | V    | J/C = kg•m۲•s−۳•A−۱            |
| R; Z; X      | مقاومت الکتریکی; امپدانس الکتریکی; Reactance | اهم               | Ω    | V/A = kg•m۲•s−۳•A−۲            |
| ρ            | مقاومت                                       | اهم متر           | Ω•m  | kg•m۳•s−۳•A−۲                  |
| P            | توان الکتریکی                                | وات               | W    | V•A = kg•m۲•s−۳                |
| C            | ظرفیت                                        | فاراد             | F    | C/V = kg−۱•m−۲•A۲•s۴           |
| E            | استحکام میدان الکتریکی                       | ولت بر متر        | V/m  | N/C = kg•m•A−۱•s−۳             |
| D            | میدان جابجایی الکتریکی                       | کولمب بر متر مربع | C/m۲ | A•s•m−۲                        |
| ε            | ثابت گذردهی خلأ                              | فاراد بر متر      | F/m  | kg−۱•m−۳•A۲•s۴                 |
| χe           | ضریب حساسیت الکتریکی                         | (بی‌بعد)           | -    | -                              |
| G; Y; B      | Conductance; ادمیتانس; سوسپتانس              | زیمنس             | S    | Ω−۱ = kg−۱•m−۲•s۳•A۲           |
| κ, γ, σ      | رسانایی                                      | زیمنس بر متر      | S/m  | kg−۱•m−۳•s۳•A۲                 |
| B            | Magnetic flux density, Magnetic induction    | تسلا              | T    | Wb/m۲ = kg•s−۲•A−۱ = N•A−۱•m−۱ |
| Φ            | شار مغناطیسی                                 | وبر               | Wb   | V•s = kg•m۲•s−۲•A−۱            |
| H            | استحکام میدان مغناطیسی                       | آمپر بر متر       | A/m  | A•m−۱                          |
| L, M         | القاوری                                      | هنری              | H    | Wb/A = V•s/A = kg•m۲•s−۲•A−۲   |
| μ            | Permeability                                 | هنری بر متر       | H/m  | kg•m•s−۲•A−۲                   |
| χ            | پذیرفتاری مغناطیسی                           | (بی‌بعد)           | -    | -                              |

## مغناطیس و جانداران
برخی جانداران می‌توانند میدان مغناطیسی را شناسایی کنند که به این پدیده مغناطیس‌گیرایی گفته می‌شود. زیست‌مغناطیسی به شاخه‌ای از پزشکی گفته می‌شود که به پژوهش در این زمینه می‌پردازد. به میدان تولیدی به وسیلهٔ جانداران بیومغناطیس می‌گویند.